# Deutsche Vorentscheidung zum Eurovision Song Contest 1956
Die Regeln für den ersten Eurovision Song Contest 1956 in Lugano (Schweiz) sahen vor, dass in jedem Teilnehmerland eine Vorentscheidung ausgetragen werden musste. Diese war in Deutschland für den 1. Mai 1956 in Köln vorgesehen. Allerdings kann sich niemand der auf der Teilnehmerliste aufgeführten Interpreten an die Veranstaltung erinnern. Eine Sängerin kann sogar belegen, dass sie an besagtem Abend einen Auftritt in Berlin hatte. Auch sind keine Aufzeichnungen wie zum Beispiel Berichte aus Zeitungen oder Zeitschriften vorhanden. Es ist zu vermuten, dass die Vorentscheidung nur pro forma angesetzt wurde, um den Regularien zu entsprechen, aber nie stattgefunden hat.
Andere Quellen behaupten eine entsprechende Veranstaltung.
Vertreter Deutschlands beim internationalen Wettbewerb waren Walter Andreas Schwarz mit Im Wartesaal zum großen Glück und Freddy Quinn mit So geht das jede Nacht.
| Platz | Startnr. | Interpret                     | Lied Musik (M) und Text (T)                               |
| ----- | -------- | ----------------------------- | --------------------------------------------------------- |
| 1.    | 09       | Freddy Quinn                  | So geht das jede Nacht M/T: Peter Moesser, Lotar Olias    |
| 1.    | 10       | Walter Andreas Schwarz        | Im Wartesaal zum großen Glück M/T: Walter Andreas Schwarz |
| –     | 01       | Lys Assia                     | Ein kleiner goldner Ring                                  |
| –     | 02       | Rolf Baro                     | –                                                         |
| –     | 03       | Eva Busch                     | –                                                         |
| –     | 04       | Angèle Durand                 | –                                                         |
| –     | 05       | Margot Eskens                 | –                                                         |
| –     | 06       | Friedel Hensch und die Cyprys | –                                                         |
| –     | 07       | Margot Hielscher              | –                                                         |
| –     | 08       | Bibi Johns                    | –                                                         |
| –     | 11       | Hans Arno Simon               | –                                                         |
| –     | 12       | Gerhard Wendland              | –                                                         |